# 1744 au Canada
Pour un article plus général, voir Chronologie du Canada.
Cet article traite des événements qui se sont produits durant l'année 1744 au Canada.

## Événements
- 23 mai, troisième Guerre intercoloniale : raid sur Canso au nord de la Nouvelle-Écosse venant de Louisbourg par une troupe menée par François Dupont Duvivier. Victoire française. Plus de cent prisonniers anglais sont envoyés à Louisbourg[1].
- 11 juillet : Jean-Louis Le Loutre assisté de 300 Micmacs entreprennent le siège d'Annapolis Royal défendu par le gouverneur Paul Mascarene. Les Anglais reçoivent des renforts et les Micmacs doivent se replier le 16 juillet[1].
- 8 septembre : François Dupont Duvivier avec une troupe de 50 soldats français, 160 guerriers micmacs et 70 Malécites entreprend à nouveau le siège d'Annapolis Royal. Le 26 septembre, John Gorham arrive avec de 50 rangers Mohawk pour soutenir la garnison britannique. Le 2 octobre Duvivier apprend que le vaisseau de guerre L'Ardent ne lui sera pas envoyé en renfort et les Français lèvent le siège quelques jours plus tard[1].

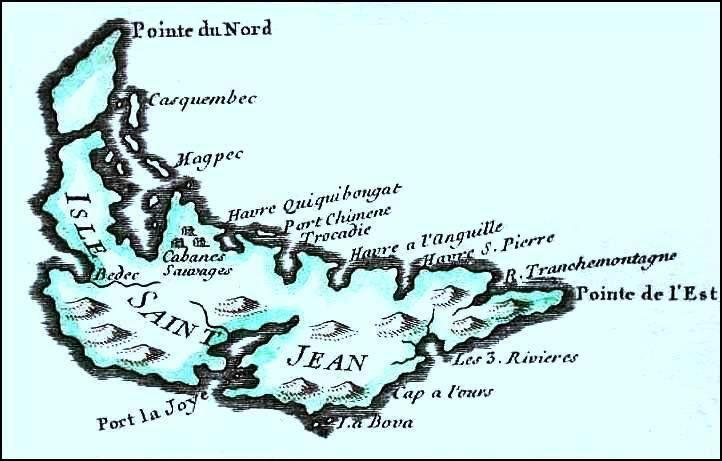
L'Île Saint-Jean en 1744.

- 9 octobre : mort de Prévost du Quesnel. Louis Du Pont Duchambon devient gouverneur de l'Île Royale[1].

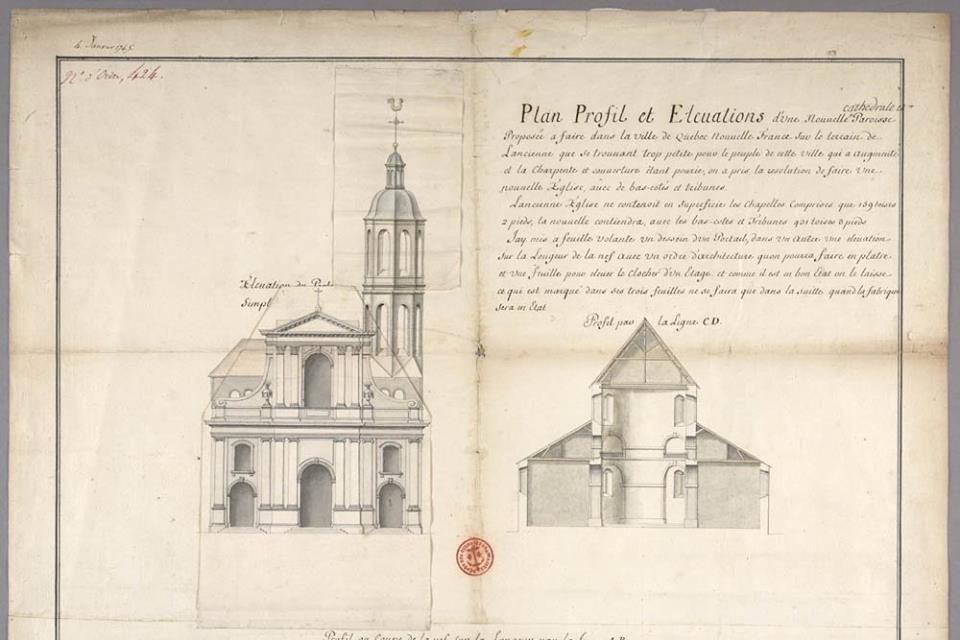
Plan Profil et Elévation de la nouvelle basilique proposée à faire dans la ville de Québec.

- 23 décembre : les marguilliers, avec la permission de l'évêque décident de rebâtir la basilique de Québec sous la direction de l'ingénieur de Gaspard-Joseph Chaussegros de Léry[2].
- 28 décembre : des soldats du régiment suisse de Karrer se mutinent à la forteresse de Louisbourg. Leur révolte est apaisée par le nouveau gouverneur Duchambon[1].

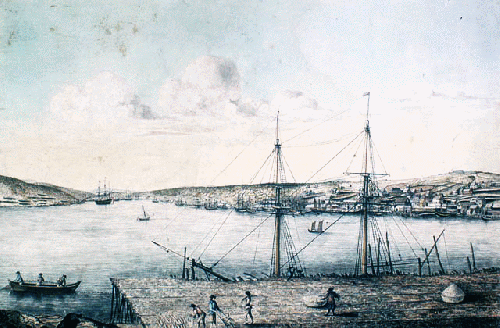
Vue du port de Fort William à Terre-Neuve

- Charles Hardy est nommé gouverneur-commodore de Terre-Neuve[3].
- Nicolas Joseph de Noyelles de Fleurimont obtient le commandement des forts de l'ouest en remplacement des La Verendrye[4]. Il occupe cette fonction pendant deux ans.
- Pierre-François-Xavier de Charlevoix fait publier le livre : Histoire et description générale de la Nouvelle France, avec le Journal historique d’un voyage fait par ordre du roi dans l’Amérique septentrionale. Dans cet ouvrage, le cartographe Jacques-Nicolas Bellin indique dans sa Carte des lacs du Canada les Îles Phélipeaux et Pontchartrain dans le Lac Supérieur[5]. Ces îles servent dans le traité de Paris de 1783 pour fixer la frontière. C'est plus tard que l'on découvrit que ces îles n'existaient pas.
- Les travaux des fortifications de Montréal sont complétés[6].
- Construction du moulin Péan à Beaumont[7].

## Naissances
- 9 juin : Mathurin Bourg, missionnaire († 20 août 1797).
- 4 septembre : Claude-Nicolas-Guillaume de Lorimier, politicien († 7 juin 1825).
- 6 octobre : James McGill, fondateur de l'Université McGill († 19 décembre 1813).
- 10 décembre : William Von Moll Berczy, peintre († 5 février 1813).
- Elias Hardy, politicien († 25 décembre 1798).

## Décès
- 11 juin : Louis Juchereau de Saint-Denis, militaire et explorateur (° 17 septembre 1676).
- 9 octobre : Jean-Baptiste Prévost du Quesnel, gouverneur de l'Île Royale (° 1685).